# Hokej na travi
Hokej na travi momčadski je loptački šport.
Igraju ga dvije momčadi od 11 igrača (10 u polju i vratar).
Igre na tlu koje su uključivale loptu, kamen ili neki slični predmet postoje diljem svijeta već tisućama godina, a moderna igra hokeja na travi nastala je sredinom 19. stoljeća u Engleskoj (u okrilju Blackheath Cluba iz Londona), gdje je 1876. godine osnovan i prvi sportski savez tog novog sporta.
Danas se hokej na travi smatra trećim najpopularnijim sportom na svijetu, nakon nogometa i kriketa.

## Pravila
Igra se dva poluvremena po 2X15 minuta. Odmor između poluvremenâ traje 15 minuta.
Loptica se smije dodirnuti isključivo palicom. Cilj igre je poslati lopticu u protivničku mrežu i tako postići pogodak. U hokeju na travi postoje dvije vrste udaraca iz kuta (izvođenja): kratki udarac iz kuta u kojemu su 4 igrača i vratar u vratima i istrčavaju (ili ostaju čuvati vrata) na protivnika koji dobiva lopticu od suigrača koji se nalazi na protivničkoj zadnjoj crti. Druga vrsta udarca iz kuta je dugi udarac iz kuta, koji je sličan nogometnom - jedan igrač dodaje lopticu iz kuta (ili koristi "dodavanje samom sebi" t.j. kreće s lopticom prema vratima). U hokeju postoji i kazneni udarac kao i u nogometu. Kazneni udarac se izvodi tako da igrač guranjem loptice pokušava protivničkom vrataru zabiti gol.

## Oprema
Hokejska oprema obuhvaća hokejsku palicu, malu bijelu lopticu, kostobrane te zaštitu za zube i (obrambeni igrači pri kratkom udarcu iz kuta) masku.

### Igralište

#### Oznake i protege
Igra se na igralištu oblika četvorine, a protege su mu: duljina 91,4 metra, a širina 55 metara. 
Igralište je podijeljeno na dva jednaka podjeljka. Podjela je napravljena poprijeko, tako da je svaka polovica duga 40,7 metara. Ta središnja crta je puna crta.
Svaka polovica igrališta je opet podijeljena napola, na 22,9 metara i označena je punom crtom. Ta se crta naziva "crta 25 jarda".
Cilj je postići pogodak. Pogodak je postignut kada se progura loptica  kroz vrata, koja su idućih protega: visina 2,14 metara, a širina 3,66 metara.
Vrata se nalaze na suprotnim krajevima igrališta, na sredini kraćeg kraja četvorine.
Oko vrata su ucrtana dva polukruga. Unutarnji polukrug je označen punom crtom. Polumjera je 14,63 metra od stojnih greda (ne sredine vrata), i naziva ga se pucačkim polukrugom (zvanog također i kao "D" i "l^uk"). Vanjski polukrug je 5 jarda dulji od unutarnjeg polukruga, i označen je iscrtkano.
Točka kaznenog udarca nalazi se 6,4 metra od vratiju.
Na kraćim stranicama igrališta, 5 jarda od vratiju, sa svake strane se nalazi oznaka za kazneni udarac iz kuta za momčad koja je u fazi obrane, a 10 jarda sa svake strane od vratiju se nalazi oznaka za kazneni udarac iz kuta za momčad koja je u fazi napada.
Na duljim stranicama igrališta, 5 jarda od kraja igrališta na svakoj polovici se nalazi oznaka za dugi udarac iz kuta za momčad koja je u fazi napada.

#### Podloga
Tradicionalno se igralo na travnatim igralištima, po čemu je i ova vrsta hokeja dobila ime. 

Kasnije se sve više prelazilo na umjetne površine, odnosno na umjetne travnjake. 

Od 1970-ih, davalo se prednost igralištima s umjetnim travnjacima "utemeljenim na pijesku", jer su strahovito ubrzavali igru. 

Zadnjih se godina više daje prednost igralištima čiji su umjetni travnjaci "utemeljeni na vodi", jer rečeni omogućavaju još brzi prijenos lopte nego "pješčani" umjetni travnjaci. 

Zatim, tu su i sigurnosni razlozi; "vodeni" su manje abrazivni i glede toga se smanjio stupanj ozljeđivanja igrača, kada se isti sraze s podlogom. 

Ipak, FIH u današnjici preporučiva uporabu novih, kombiniranih vrsta podloga koje zahtijevaju manje navodnjavanje, čime se smanjuje negativni ekološki učinak čisto "vodoutemeljenih" podloga koje zahtijevaju velike količine vode.

## Palica i loptica za hokej na travi
Palica za hokej na travi je drvena ili (sve češće) kompozitna, dugačka je oko 95 cm. Palica nalikuje dršci kišobrana, iako je prije više nalikovala palici za hokej na ledu Loptica je najčešće bijela, ponekad ima rupice poput loptice za golf, opseg loptice je između 22,4 cm i 23,5 cm i masa je između 156 g i 163 g.

## Poveznice
- Povijest hokeja na travi
- Svjetski kup u hokeju na travi
- Euro Hockey League

## Vanjske poveznice
- FIH - međunarodno upravno tijelo za hokej na travi
- FIH-ova službena pravila hokeja na travi iz 2006.  Arhivirana inačica izvorne stranice od 30. rujna 2007. (Wayback Machine) (pdf datoteka)
- FieldHockey.com - Svjetski glavni internetski izvor podataka za hokej na travi (novosti i forum)

- Eurohockey.org Europska hokejaška federacija
- Hrvatski hokejaški savez